# Genny
Genny es un fabricante italiano de ropa prêt-à-porter femenina, accesorios, bisutería, marroquinería, zapatos, perfumes y gafas. Fue fundada en Ancona, Italia, en 1961 por Arnaldo Girombelli, y pertenece actualmente al holding Swinger International SpA.

## Historia
Nacido en Ancona, Arnaldo Girombelli era propietario de una boutique con un pequeño taller de sastrería adyacente para faldas y blusas en su ciudad natal. Después de ampliar gradualmente el taller y aumentar el número de costureras, en 1962 fundó una etiqueta para sus creaciones, Genny, que lleva el nombre de su hija mayor.
En la segunda mitad de la década de 1960, Genny comenzó a tener un gran éxito gracias a una línea de faldas oblicuas plisadas obtenidas a través de una nueva técnica de tratamiento de la tela. Luego, en 1973, introdujo una línea juvenil denominada Byblos, y Gianni Versace se convirtió en su diseñador. Más tarde, Guy Paulin y su asistente Christian Lacroix reemplazaron a Versace en Byblos, mientras que Versace lanzó otra línea experimental de Genny, llamada Complice. En 1983, Byblos se convirtió en una empresa independiente. Después de la muerte de Girombelli, su esposa Donatella se convirtió en la presidenta del grupo.
En 2001, Prada adquirió la etiqueta y Genny detuvo su producción en 2004. En 2011, la etiqueta fue adquirida por Swinger International SpA, que decidió relanzar la marca y nombró a Gabriele Colangelo como nuevo diseñador.
El 21 de julio de 2018, la marca recibió el Premio Tao a la Moda durante el evento Taomoda en Taormina.

## Marcas
- Genny Moda
- Genny Due
- Complice
- Byblos
- Montana Donna
- Montana Uomo